# Giudizio (filosofia)
In filosofia il giudizio è una funzione o operazione mentale cognitiva che unisce soggetti a predicati gnoseologicamente significativi. Costituisce l'unità minima della logica di Aristotele.

## Aristotele
La logica secondo Aristotele è quella disciplina che si occupa di enunciati assertori (o dichiarativi) e ha per oggetto la forma comune di tutte le scienze, cioè il procedimento dimostrativo-deduttivo, o le varie modalità di ragionamento di cui esse si avvalgono. Di questi è possibile determinare con certezza se siano veri o falsi ricorrendo alla capacità intuitiva del nostro intelletto di dare un fondamento universale e oggettivo ai sillogismi, enunciati logici espressi in forma deduttiva. In tal modo si ottiene la scienza, che secondo Aristotele è preliminare ad ogni altra forma di sapere particolare. Gli enunciati dichiarativi dicono qualcosa riguardo alla realtà e si possono confrontare con quest'ultima.
Aristotele classifica i possibili giudizi in base a due variabili: 
- la quantità (a cui si riferiscono i giudizi universali o particolari);
- la qualità (a cui si riferiscono quelli affermativi o negativi).

Ne derivano quattro tipi di giudizi possibili:
1. universali affermativi;
2. universali negativi;
3. particolari affermativi;
4. particolari negativi.

Tra questi tipi di giudizi sono presenti relazioni specifiche, le quali dipendono dalla loro struttura formale.
Le relazioni che sussistono tra i quattro tipi di giudizio possono essere:
1. relazioni contrarie, le due proposizioni si escludono (se una è vera l'altra è falsa); ma è possibile che siano entrambe false;
2. relazioni subcontrarie, le due proposizioni possono essere tutte e due vere ma non possono essere tutte e due false (se affermo che alcuni uomini sono bianchi non escludo la possibilità che alcuni uomini siano di un altro colore);
3. relazioni subalterne, le due proposizioni sono legate tra di loro, ossia la proposizione particolare è legata a quella universale: la verità della proposizione universale implica la verità di quella particolare, ma non è vero il contrario (ad esempio se dico che "tutti gli uomini sono bianchi" risulterà vera anche la proposizione particolare "alcuni uomini sono bianchi"; ma se al contrario affermo che "alcuni uomini sono bianchi" non è corretto affermare che "tutti gli uomini sono bianchi", in quanto è possibile che altri uomini siano di altro colore);
4. relazioni contraddittorie, le due proposizioni si escludono a vicenda, ossia una proposizione risulterà vera ed una proposizione risulterà falsa. La falsità di una di esse implica la verità dell'altra o viceversa. Queste proposizioni non possono essere entrambe false. Si tratta del principio di non contraddizione.

Basandosi su questo principio lo studioso del Novecento Karl Popper ha elaborato il principio di falsificazione, secondo il quale se due proposizioni sono opposte tra loro ed una di esse risulta vera, l'altra sarà sicuramente falsa.

## Kant
Il giudizio corrisponde per Kant all'unione di un predicato ed un soggetto tramite una copula; egli distingue quindi:
1. giudizi analitici (sempre a priori)
2. giudizi sintetici a posteriori (o empirici)
3. giudizi sintetici a priori (o scientifici)

### Giudizi analitici a priori
I giudizi analitici a priori sono ovvi e non derivano dall'esperienza. Ad esempio:
 Il predicato qui attribuito al soggetto corpi non dice nulla in più di ciò che già si sa, l'estensione è già implicita nella definizione di corpo, e non occorre esperienza per formulare questa proposizione. Questo tipo di giudizio perciò non permette di progredire.

### Giudizi sinteticia posteriori
I giudizi sintetici a posteriori invece, dicono qualcosa in più rispetto a quel che già sappiamo, ma derivano solamente dall'esperienza personale, non sono perciò utilizzabili in ambito scientifico. Ad esempio: 
 La determinazione "rossa" non è implicita nel soggetto "rosa", ma è una determinazione che non può avere alcun valore universale, perché dipende da una constatazione di fatto.

### Giudizi sinteticia priori
I giudizi sintetici a priori sono invece quelli in grado di garantire il progresso alla scienza. Essi predicano qualcosa che non è implicito nella definizione del soggetto, ma attribuiscono questo predicato basandosi su di un calcolo oggettivo, che non deriva dall'esperienza personale, ed è per questo perfettamente attendibile. I giudizi matematici sono, secondo Kant, un esempio di questo caso particolare:
7 + 5 = 12.
Questo giudizio è sintetico, perché non si rileva il numero 12 nel 7 o nel 5, perciò arrivare al risultato, significa progredire. Questa operazione vale universalmente, non è empiricamente riferita a un caso particolare, perciò è detta "a priori".
Una futura gnoseologia, secondo Kant, dovrà perciò essere basata su giudizi sintetici a priori, gli unici che permettono l'avanzamento scientifico.

### Giudizi estetici
Kant utilizza il termine "giudizio" anche in ambito estetico. Ad esempio, anche il giudicare "bello" una visione o uno spettacolo della natura è una forma di giudizio. Come nella Critica della ragion pura, anche in questo caso si tratta di unire un predicato a un soggetto, solo che il soggetto di cui ora si parla è proprio l'io, cioè l'autore stesso di una tale unificazione: questi non collega A con B, ma collega A con Io. Si tratta del cosiddetto giudizio riflettente, con cui l'intelletto riflette come uno specchio la realtà esterna dentro quella interiore.

## Sviluppi contemporanei
Negli anni '20 e '30, le discussioni sorte in ambito della filosofia analitica, ma non solo, hanno condotto il filosofo Quine a dubitare della tenuta della distinzione, che era stata fondamentale anche  per il positivismo logico, fra "giudizi analitici" - quelli veri o falsi semplicemente in relazione ai significati dei termini che li compongono ed "giudizi sintetici", veri o falsi in relazione ai fatti del mondo.
Mettendo in discussione la definizione classica di "significato", Quine arriva ad affermare che le proposizioni analitiche e sintetiche non possono essere nettamente distinte - e la distinzione deve essere posta in dubbio, se non dissolta. La distinzione tra giudizi sintetici e analitici, sarebbe secondo Quine uno dei "dogmi" dell'empirismo che bisogna sconfessare.